# Виктор Барух
Виктор Барух е български писател и журналист от еврейски произход.

## Биография
Роден е на 2 юни 1921 г. в София. Следва право и история в Софийския университет, но не завършва висше образование. По време на Втората световна война е изселен от София, като по това време се включва в Съпротивителното движение.
След 9 септември 1944 г. работи като журналист и редактор в различни издателства. Бил е заместник главен редактор на списание „Пламък“от 1965 до 1970 г., редактор и гл. редактор на издателство „Български писател“ (1972 -1978). Член е на Съюза на българските писатели от 1957 г. и на българския ПЕН-център. Бил е заместник-председател на организацията на българските евреи „Шалом“. До смъртта си през 2023 г. е най-възрастният действащ член на СБП.
Творбите му са превеждани на английски, френски, руски, италиански, иврит.
През 1961 г. е единственият български журналист, отразил съдебния процес срещу нацисткия офицер от Гестапо Адолф Айхман в Йерусалим.

## За него
Според проф. Симеон Хаджикосев прозата на Барух "се откроява със стегнат и точен рисунък на времето, с висока обща култура и засилена гражданска позиция, с дълбинна психологическа характеристика на героите, с внезапни алюзии и метафори относно проблеми, засягащи както отделния индивид, така и цялото българско общество. В това отношение не прави изключение нито една негова книга, включително и „Оклеветената или грехът на Епископа“. Белетристичният пласт на творбата е положен върху съдбите на действително съществували, но неизвестни у нас лица: венецианската поетеса еврейка Сара Сулам, равинът Леоне да Модена, епископът на Капо ди Истрия Балдасаре Бонифачо и генуезкият поет Ансалдо Чеба."

### Сборници с разкази
- Разкази (1949, изд. „Народна младеж“)
- На преден пост. Повест (1951, изд. „Народна младеж“)
- През стобора. Разкази (1956, изд. „Български писател“)
- Морякът получи двойка (1965, изд. „Народна младеж“)
- Зърно от едър клас : Разкази за [ремсиста] Владо Гьошев (1975, изд. „Народна младеж“)
- Мицуко: Парфюмът на спомена (1983, изд. „Народна младеж“)

### Новели
- Японска кукла (1965, изд. „Български писател“)

### Романи
- Отречени от закона (1960, изд. „Народна младеж“)
- Сватбени свещи (1968, изд. „Народна младеж“)
- Деца на града (1973, изд. „Български писател“)
- Завоевателката (1979, изд. „Български писател“)
- Късно око (1988, изд. „Български писател“)
- Оклеветената или Грехът на епископа : Есеист. роман (2003, изд. център „Шалом“)

### За деца
- Ескадронът в тревога (1962, изд. „Народна младеж“)
- Маймунката от Сингапур (1971, изд. „Български художник“)
- Тошковата магия (1972, изд. „СБП и Министерство на народната просвета“)
- Трите весели човечета (1974, изд. „Български художник“)

### Документалистика
- РО-2 – отделението на смъртта (1974, „Партиздат“)